# 瞬火
瞬火（またたび、12月14日 - ）は、愛媛県八幡浜市出身のボーカリスト・ベーシスト・ギタリスト・ソングライター。「妖怪ヘヴィメタル」バンド、陰陽座のリーダーであり、ベーシスト兼ボーカリスト。身長183cm、体重59kg、血液型はO型。

## 経歴
元は広告代理店に勤務し、グラフィックデザイナーを務めていた。この経歴を生かしCDやDVDのアートワークなどをすべて手がけている。
別のバンドでギタリストとして活動している間に黒猫と出会ったことで新バンド結成を決意し、実弟の招鬼、その友人の狩姦を誘って1999年に陰陽座としての活動を始める。サポートメンバーであった斗羅の正式加入を経て、2001年にメジャー・デビュー。
2003年、斗羅と共に梶山章率いるゴールドブリックにも参加。陰陽座でのステージ・メイクを外し、素顔で演奏していたことも話題になった。
ファンやメンバーから呼ばれる愛称は「兄上」。

## 人物
長身を生かしたダイナミックなライヴパフォーマンスと、ユーモラスなMCが特徴。ライヴでは「喋りだしたら止まらない」ことで有名であり、自身の音楽観や人生観などを語るほか、客への謝辞を繰り返し、「最高!」を連発する。古語や妖怪に造詣が深く、一貫して日本的な世界観を貫いている。
また、グリッサンドやトレモロ・アームを多用し、うねるような独特のベースプレイを得意としている。
几帳面な性格であり、自らの強い希望でTVアニメ『バジリスク 〜甲賀忍法帖〜』の主題歌に起用された「甲賀忍法帖」を、TV用ミックスを制作させることないように、与えられた89秒という時間内に開始から1番の最後まで収まるように制作したという逸話がある。また、音楽活動を開始してから「ライブでどの曲を何回演奏したか」を常に数えてきているという。ちなみに一番多く演奏した曲は「鬼斬忍法帖」。ゲーム好きでもあり、ウィザードリィやファイナルファンタジーなどの「やり込み系」を好む。ファミ通2006年8月4日号のソフトウェアインプレッションに招鬼と共にプレイしたFFXIIのレビューが掲載された。

## 影響
ヴォーカリストとしては朗々とした中音域が特徴で、シャウトやデスヴォイス的な濁声もこなす。グレン・ヒューズらに影響を受けているほか、自ら黒猫にも強く影響されていると語っている。初期は人間椅子の鈴木研一の影響を思わせる独特のコブシを利かせた歌唱法だった。かつては和風ヘヴィメタルバンドの先達として人間椅子を尊敬していたようで、メジャーデビュー以前の公式サイトのメンバー紹介にて「日本人として誇りに思うのは人間椅子」と記入されていた。
最も影響を受けたバンドはジューダス・プリースト。同様にルーツとしてはラッシュをあげており、彼らのやりたい事なら何でもやるという姿勢や、音楽活動において常に向上心を持ち続ける部分には、個人としても陰陽座というバンドとしても非常に感銘を受けており、同じようなアティテュードを持って活動していきたいと考えているという。ほかにはデストラクション、アナイアレイターも好きなバンド。筋肉少女帯のファンでもあり、特に現在のギタリスト橘高文彦が加入した後期の作品が好きだと語っている。一部の曲では影響を受けたアーティストの曲のオマージュともとれるフレーズを採用することがあり、「気づいてもらえると幸い」と発言している。
手塚治虫を敬愛している。また作家の山田風太郎の熱烈なファンでもある。手塚や山田の、芸術を発表するにしても一生懸命にやるという姿勢や、作品をきちんとコンスタントに発表し続けるというアティテュードからは多大な影響を受けたと語る。陰陽座の「忍法帖」シリーズは山田風太郎へのオマージュである。

## 使用機材

### ベース
ベースはTune Guitar ManiacのTWBをベースとしたシグネイチャーモデルを主に使用している。
- TWB-4 HYB PD
- WBC-4 Ash EFM TBR
- TWX-4 TREM FM TCR
- TWB-4 Custom. Matatabi / Yoshi-TUNE 「義経」（よしつね）
- TWB-4 Custom. Matatabi / Yoshi-TUNE-Kage-Musha 「義経」＜影武者＞（よしつね かげむしゃ）
- TWB-4 Custom. Matatabi / Yoshi-TUNE-Youjin-Bo 「義経」＜用心棒＞（よしつね ようじんぼう）
- TWB-4 Custom. Matatabi / Ben-K 「弁慶」（べんけい）
- TWB-4 Custom. Matatabi / Ben-K-Oniwaka-Maru 「弁慶」＜鬼若丸＞（べんけい おにわかまる）
- TWB-4T Custom. Matatabi / Yo-1「与一 」（よいち）
- TWB-4T Custom. Matatabi / Yo-1-Nino-Ya「与一 」＜弐の矢＞（よいち にのや）
- TWB-4 Custom. Matatabi / Shizuka-Chang 「静御前」（しずかごぜん）
- 陰陽座10th Anniversary Model TWB-4 Through-Neck Custom Matatabi / HoHoH <O-May-Hen> 「鳳凰」＜黎明編＞（ほうおう れいめいへん）
- TWB-4 Custom. Matatabi / HoHoH <Hishow-Hen> 「鳳凰 」 ＜飛翔編＞（ほうおう ひしょうへん）
- TWB-4 Custom. Matatabi / HoHoH <Lamb-Hen> 「鳳凰 」 ＜乱舞編＞（ほうおう らんぶへん）
- TWB-4EXL Custom. Matatabi / MonoHoshi-Zao <Bizen-Osafune-Nagamitsu> 「物干竿（備前長船長光）」（ものほしざお びぜんおさふねながみつ）
- TWB-4EXL Through-Neck Custom. Matatabi / Tomoe-Chang 「巴御前」（ともえごぜん）
- TWB-4T EXL Custom. Matatabi / Tatchlock Gun TGS 「種子島」（たねがしま）
- TWB-4EXL Custom. Matatabi / Mura"Sama"Blade 「村正」（むらまさ）
- TWB-4EXL Custom. Matatabi / HoHoH <odd-Hen> 「鳳凰 」 ＜異形編＞（ほうおう いぎょうへん）
- TWB-4EXL Custom. Matatabi / Kogarasu-O 「小烏丸」（こがらすまる）
- TWB-4EXL Custom. Matatabi / Ogre Killer YASU"TUNE"NA 「童子斬安綱」（どうじぎりやすつな）
- TWB-5EXL Custom. Matatabi / 5M-on 「五右衛門」（ごえもん）
- TWB-5EXL Custom. Matatabi / Dragonfly Slayer 「蜻蛉切」（とんぼきり）
- TWB-4EXL Custom. Matatabi / HoHoH <Bow-Kyo-Hen> 「鳳凰 」 ＜望郷編＞（ほうおう ぼうきょうへん）
- TWB-5EXL Custom. Matatabi / Spangle 「黒揚羽」（くろあげは）
- TWB-4EXL Custom. Matatabi / Ben-K"Rock Forever" 「弁慶」＜岩融＞（べんけい いわおとし）
- TWB-5EXL Custom. Matatabi / Swallowtail butterfly 「鳳蝶」（あげはちょう）
- TWB-4T EXL Custom. Matatabi / STARS 「手裏剣」（しゅりけん）
- TWB-5EXL Custom. Matatabi / Mallet Spear 「御手杵」（おてぎぬ）

### 弦
- S.I.T Strings[4]
- Elixir[4]

### 使用アンプなど
- Mesa Boogie Road Ready 810(キャビネット)
- Mesa Boogie M9 Carbine(ヘッド)
- Mesa Boogie Big Block 750(ヘッド)
- EDEN WT-800 WORLD TOUR(ヘッド)
- BOSS BASS OVER DRIVE(エフェクター)
- Tech 21 SansAmp Bass DRIVER D.I.(エフェクター)

### マイク
- NEUMANN U-87(レコーディング)[5]

## ディスコグラフィー
陰陽座での作品は陰陽座#ディスコグラフィーを参照の事。

### 書籍
- 絶界の鬼子母神 （2011年 グランツ）